# Olga Šencova
Olga Šencova (Ольга Шенцова) (3. studenog 1982., Volgodonsk, Rostovska oblast) je ruska hokejašica na travi. Igra na mjestu vezne igračice.
Svojim igrama je izborila mjesto u ruskoj izabranoj vrsti.

## Sudjelovanja na velikim natjecanjima
- 2004.: izlučna natjecanja za OI: 9.

## Vanjske poveznice
- (rus.) ВолгаТелеком  Arhivirana inačica izvorne stranice od 27. kolovoza 2007. (Wayback Machine) Ольга Шенцова